# Canal+ (hiszpańska platforma cyfrowa)

Dawne logo platformy

Canal+ (dawniej Digital+) – dawna największa telewizyjno-radiowa satelitarna platforma cyfrowa w Hiszpanii.
Platforma Digital+ wystartowała 23 lipca 2003 i nosiła tę nazwę do 17 października 2011 roku. Powstała z połączenia platform Via Digital (której właścicielem była Telefónica) i należącej do Canal+ Groupe Canal Satélite Digital.
Wbrew temu co mogłaby sugerować nazwa platformy i używane przez nią logo i marka, Canal+ Groupe nie posiada aktualnie żadnych udziałów w hiszpańskim operatorze. Do końca I kwartału 2015 roku głównym akcjonariuszem spółki była Prisa TV (56% akcji), pakiety mniejszościowe posiadały Telefónica (22%) i Mediaset (22%). 1 maja Telefonica przejęła wszystkie udziały należące do Prisa TV, stając się posiadaczem pakietu większościowego, a miesiąc później przejęła całkowitą kontrolę nad spółką.
W lipcu 2015 roku Telefónica zdecydowała się włączyć przejętą platformę Canal+ do swoich pozostałych usług telewizyjnych tworząc nową markę na rynku płatnej telewizji – Movistar+.

## Kanały własne
Do kanałów własnych pod marką Canal+ należały:
- Canal+ 1
- Canal+ 1 ...30
- Canal+ 1 HD
- Canal+ 2
- Canal+ 2 HD
- Canal+ 3D
- Canal+ Acción
- Canal+ Acción HD
- Canal+ Comedia
- Canal+ Comedia HD
- Canal+ DCine
- Canal+ DCine HD
- Canal+ Deportes
- Canal+ Fútbol
- Canal+ Golf
- Canal+ Golf HD
- Canal+ Liga
- Canal+ Liga de Campeones
- Canal+ Liga HD
- Canal+ Liga Multi
- Canal+ Liga Multi HD
- Canal+ Series
- Canal+ Toros
- Canal+ Xtra
- Canal+ Xtra HD